# Theme Hospital
Theme Hospital je počítačová hra z nemocničního prostředí. Byla vyvinuta společností Bullfrog a v roce 1997 vydána pro DOS společností Electronic Arts.
Theme Hospital je budovatelská strategie, kde v každé misi na hrou daném území musí hráč postavit prosperující nemocnici. Hráč staví různorodé ordinace, od obvodní GP's office až po speciální vyšetřovny jako Scanner nebo operační sál. K dispozici je možnost postavit i oddechovou a školící místnost pro zaměstnance. Hra jde i do takových ekonomických detailů, jako je počitadlo na lavičkách, aby každý mohl zvážit veškeré vynaložené náklady spojené s provozem nemocnice a praktičnost rozmístění jednotlivého vybavení. Hráč najímá lékaře a může je dále vzdělávat a dodávat jim jednu nebo všechny ze tří specializací, chirurg, psychiatr a vědec. V nemocnici pracují také zdravotní sestry, uklízeči a recepční. Celá hra je pojata velmi vtipnou formou, takže i jednotlivé nemoci v této hře jsou legračního charakteru, jako třeba nafouknutá hlava, chlupatost, mdlý jazyk nebo neviditelnost. Navíc má každý zaměstnanec ukazatel morálky, únavy a odbornosti, na které je nutné dohlížet. Pokud je např. zaměstnanec nespokojený, začne hrozit výpovědí, a hráč má možnost mu přidat nebo ho vyhodit, pokud nemá dostatečnou způsobilost, může operaci zkazit ap.
Společnost Electronic Arts také později vydala populární sérii The Sims, která je této hře velmi podobná, ale místo simulace nemocnice se jedná o rozšířenější simulaci celkového života.